# Zenon Caravella
Zenon Caravella (Cairns, 17 marzo 1983) è un ex calciatore australiano con passaporto italiano, di ruolo centrocampista.